# Paris-Roubaix 1925
La 26e édition de la course cycliste Paris-Roubaix a eu lieu le 12 avril 1925 et a été remportée par le Belge Félix Sellier.

## Classement final
|   | Cycliste            | Équipe              | Temps               |
| - | ------------------- | ------------------- | ------------------- |
| 1 | Félix Sellier       | Alcyon-Dunlop       |                     |
| 2 | Pietro Bestetti     | Wolsit-Pirelli      |                     |
| 3 | Jules Van Hevel     | Wonder              |                     |
| 4 | Pietro Linari       | Legnano-Pirelli     |                     |
| 5 | Henri Suter         | Griffon             |                     |
| 6 | Adelin Benoît       | Thomann             |                     |
| 7 | 29 coureurs ex æquo | 29 coureurs ex æquo | 29 coureurs ex æquo |